# Parco nazionale del Bwabwata
Il parco nazionale del Bwabwata è un parco nazionale della Namibia. Fondato nel 2007, ha un'area di 6 274 km² e si trova nel territorio del Dito di Caprivi. Il parco è situato all'interno dell'area di conservazione transfrontaliera Okavango-Zambesi.

## Storia
Nell'area fu istituito il parco naturale del Caprivi nel 1963. Nel 1966 il parco divenne una riserva di caccia. Durante la guerra d'indipendenza della Namibia, fu occupata dalla South African Defence Force. Agli ufficiali della conservazione non fu permesso di entrare nel parco a causa delle operazioni militari.
Le forze armate lasciarono l'area poco prima che la Namibia ottenesse l'indipendenza dal Sudafrica nel 1990. Il governo namibiano commissionò uno studio per valutare la fauna e la flora e sviluppò piani per conciliare la protezione della biodiversità con i 5.500 residenti all'interno del parco.
Nel 1989 fu istituita la riserva di caccia di Mahango. Le riserve di caccia del Caprivi e di Mahango, congiuntamente ad un'altra area non precedentemente protetta lungo il fiume Cuando furono unite a costituire il parco nazionale del Bwabwata nel 2007.
Il 29 novembre 2013, il volo LAM Mozambique Airlines 470 precipitò nel territorio del parco, causando la morte di tutti i 27 passeggeri e 6 membri dell'equipaggio a bordo.

## Territorio
Il parco si estende per 40 km da nord a sud e 190 km da ovest a est. È diviso tra le regioni dello Zambesi e del Kavango Orientale, estendendosi nella parte più stretta del Dito di Caprivi. È delimitato a ovest dal fiume Okavango e a est dal fiume Cuando. Confina a nord con l'Angola e a sud con il Botswana.
Il parco è in gran parte privo di recinzioni, ma il confine meridionale con il Botswana è dotato di tre recinzioni volte alla prevenzione della diffusione di malattie negli animali, come l'afta epizootica.

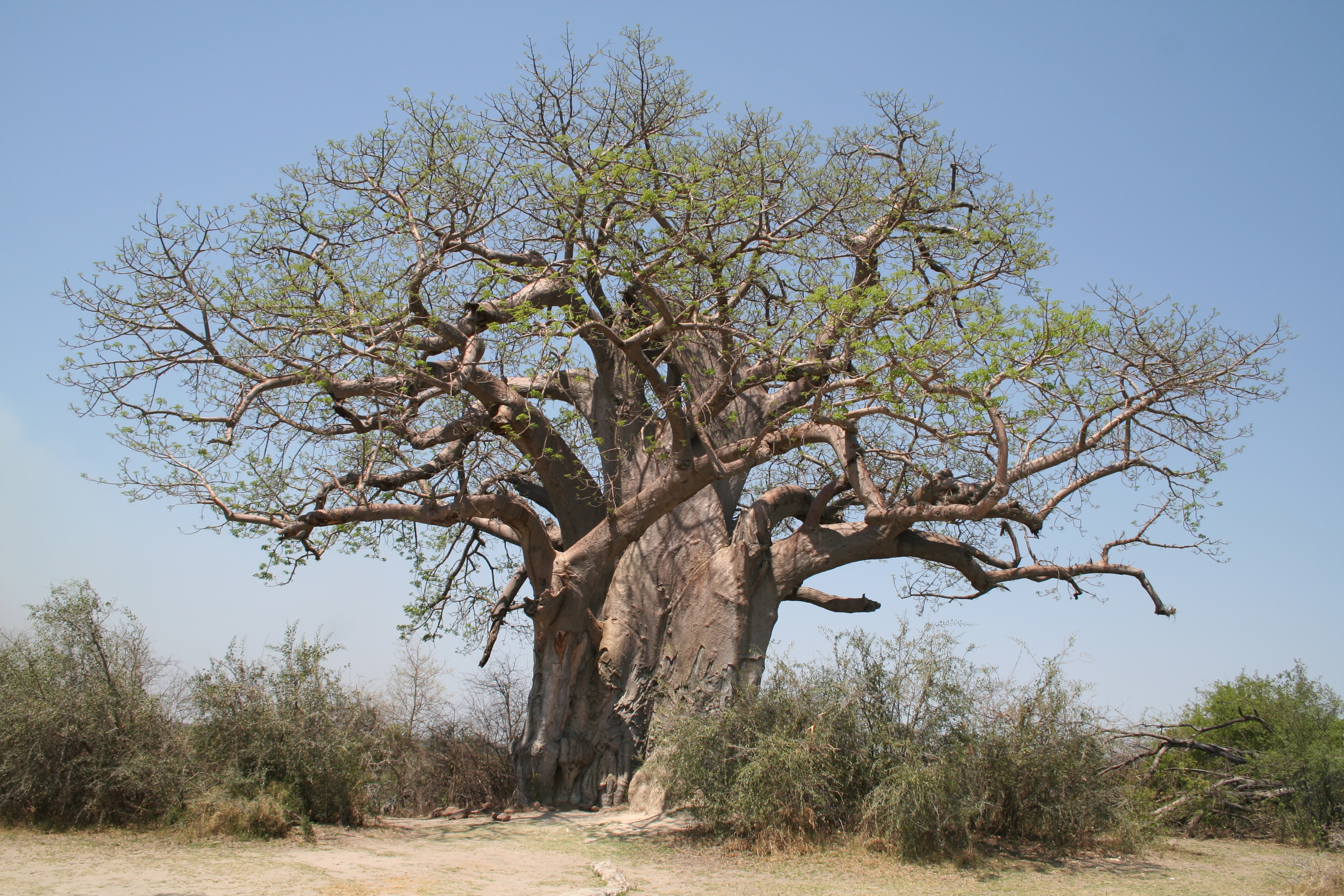
Un esemplare di baobab africano (Adansonia digitata) nella riserva di Mahango.

## Flora
Il parco appartiene in parte all'ecoregione dei boschi di Acacia-Baikiaea del Kalahari e in parte a quella delle praterie inondabili dello Zambesi, caratterizzate dalla presenza di canneti e papiro (Cyperus papyrus). Le specie arboree più presenti nell'area sono il teak africano (Baikiaea plurijuga), Guibourtia coleosperma, l'acacia delle giraffe (Vachellia erioloba), l'ebano africano (Diospyros mespiliformis), il mangostano (Garcinia mangostana), il baobab africano (Adansonia digitata), Senegalia nigrescens e varie specie di palme.

## Fauna
Tra i mammiferi, le specie più presenti sono l'elefante africano di savana (Loxodonta africana), il bufalo cafro (Syncerus caffer caffer), l'antilope nera (Hippotragus niger), l'antilope roana (Hippotragus equinus), il leone (Panthera leo), il leopardo africano (Panthera pardus pardus), il ghepardo sudafricano (Acinonyx jubatus jubatus), la iena macchiata (Crocuta crocuta), la redunca dei canneti (Redunca arundinum), il lichi (Kobus leche), il sitatunga (Tragelaphus spekii) e l'ippopotamo (Hippopotamus amphibius). È inoltre presente una delle maggiori popolazioni di licaoni (Lycaon pictus) della Namibia. Vi sono inoltre numerose specie di uccelli, principalmente stanziate nel territorio adiacente al fiume Cuando.